# División de Honor femenina de balonmano 2000-01
La División de Honor femenina de balonmano 2000-2001 fue la cuadragésimo cuarta edición de la División de Honor Española. El campeón fue el Club Balonmano El Osito L'Eliana. 

## Sistema de competición
Los 16 equipos participantes se dividieron en grupos de 8 y se jugó por el sistema de liga, todos contra todos, a doble vuelta dentro de cada grupo. Tras la primera fase, se establecieron dos grupos, uno por el título y otro por la permanencia.

### Grupo por el título
Los cuatro primeros equipos clasificados de cada grupo de la primera fase formaron un grupo de ocho equipos. Se jugó bajo un sistema de liga a doble vuelta y se arrastraban los resultados de los enfrentamientos de la primera fase.

### Grupo por la permanencia
Los equipos clasificados 5.º, 6°, 7.º y 8.º de cada grupo de la primera fase formaron un grupo de ocho equipos y se jugó bajo el sistema de liga a doble vuelta (todos contra todos), teniendo en cuenta las mismas premisas iniciales que en el Grupo por el Título.

### Descensos
Descienden automáticamente los 2 últimos equipos del grupo por la permanencia y los equipos clasificados en la quinta y la sexta posición.

## Clasificación
| Pos. | Equipo                           | J  | G  | E | P  | GF  | GC  | P    | Dif |
| ---- | -------------------------------- | -- | -- | - | -- | --- | --- | ---- | --- |
| 1    | Club Balonmano El Osito L'Eliana | 14 | 13 | 0 | 1  | 454 | 284 | 170  | 26  |
| 2    | Bm. ALSA Elda Prestigio          | 14 | 12 | 0 | 2  | 418 | 287 | 131  | 24  |
| 3    | Akaba                            | 14 | 8  | 1 | 5  | 364 | 325 | 39   | 17  |
| 4    | Manufacturas Teleno León Bm      | 14 | 8  | 0 | 6  | 348 | 324 | 24   | 16  |
| 5    | Bm. Alucine Alser Sagunto        | 14 | 6  | 0 | 8  | 386 | 374 | 12   | 12  |
| 6    | Costa Teguise Turística          | 14 | 4  | 1 | 9  | 300 | 371 | -71  | 9   |
| 7    | Club Balonmano Getasur           | 14 | 2  | 0 | 12 | 243 | 409 | -166 | 4   |
| 8    | Caja Cantabria Verdaloe          | 14 | 2  | 0 | 12 | 264 | 403 | -139 | 4   |

| Pos. | Equipo                         | J  | G  | E | P  | GF  | GC  | P   | Dif |
| ---- | ------------------------------ | -- | -- | - | -- | --- | --- | --- | --- |
| 1    | Ferrobus Ku Mislata            | 14 | 13 | 1 | 0  | 474 | 259 | 215 | 27  |
| 2    | Vicar Goya Jarquil             | 14 | 10 | 1 | 3  | 333 | 278 | 55  | 21  |
| 3    | Bm. Ro'casa                    | 14 | 9  | 1 | 4  | 352 | 295 | 57  | 19  |
| 4    | U.E. Lleida                    | 14 | 6  | 3 | 5  | 348 | 383 | -35 | 15  |
| 5    | Balonmano Porriño              | 14 | 5  | 0 | 9  | 313 | 361 | -48 | 10  |
| 6    | Juventud Leganés - Royne       | 14 | 3  | 1 | 10 | 295 | 380 | -85 | 7   |
| 7    | Bosch Electrodomésticos Itxako | 14 | 2  | 3 | 9  | 310 | 388 | -78 | 7   |
| 8    | Málaga Costa del Sol           | 14 | 2  | 2 | 10 | 306 | 387 | -81 | 6   |

| Pos. | Equipo                           | J  | G  | E | P  | GF  | GC  | P   | Dif |
| ---- | -------------------------------- | -- | -- | - | -- | --- | --- | --- | --- |
| 1    | Club Balonmano El Osito L'Eliana | 14 | 12 | 0 | 2  | 401 | 332 | 69  | 24  |
| 2    | Ferrobus Ku Mislata              | 14 | 11 | 1 | 2  | 408 | 309 | 99  | 23  |
| 3    | Bm. ALSA Elda Prestigio          | 14 | 7  | 1 | 6  | 336 | 305 | 31  | 15  |
| 4    | Vicar Goya Jarquil               | 14 | 6  | 2 | 6  | 302 | 308 | -6  | 14  |
| 5    | Akaba                            | 14 | 6  | 0 | 8  | 338 | 349 | -11 | 12  |
| 6    | Bm. Ro'casa                      | 14 | 5  | 1 | 8  | 333 | 353 | -20 | 11  |
| 7    | U.E. Lleida                      | 14 | 3  | 1 | 10 | 310 | 402 | -92 | 7   |
| 8    | Manufacturas Teleno León Bm      | 14 | 3  | 0 | 11 | 301 | 371 | -70 | 6   |

| Pos. | Equipo                         | J  | G | E | P  | GF  | GC  | P   | Dif |
| ---- | ------------------------------ | -- | - | - | -- | --- | --- | --- | --- |
| 1    | Bosch Electrodomésticos Itxako | 14 | 9 | 2 | 3  | 348 | 339 | 9   | 20  |
| 2    | Bm. Alucine Alser Sagunto      | 14 | 9 | 1 | 4  | 403 | 330 | 73  | 19  |
| 3    | Juventud Leganés - Royne       | 14 | 7 | 2 | 5  | 359 | 338 | 21  | 16  |
| 4    | Costa Teguise Turística        | 14 | 8 | 0 | 6  | 332 | 320 | 12  | 16  |
| 5    | Balonmano Porriño              | 14 | 6 | 2 | 6  | 349 | 356 | -7  | 15  |
| 6    | Málaga Costa del Sol           | 14 | 5 | 3 | 6  | 332 | 341 | -9  | 13  |
| 7    | Caja Cantabria Verdaloe        | 14 | 3 | 3 | 8  | 312 | 338 | -26 | 9   |
| 8    | Club Balonmano Getasur         | 14 | 2 | 1 | 11 | 295 | 368 | -73 | 5   |

## Acceso a competiciones europeas
| Equipo                                                 | Competición       |
| ------------------------------------------------------ | ----------------- |
| Club Balonmano El Osito L'Eliana y Ferrobus Ku Mislata | Liga de Campeones |
| Alsa Elda Prestigio                                    | Recopa de Europa  |
| Vívar Goya Jarquil y Akaba                             | Copa EHF          |

## Ascensos y descensos
Los cuatro equipos de la Primera División ascendieron a la División de Honor: el Balonmano Mar de Alicante, el Balonmano Elche Parque Industrial, el Balonmano Montcada y el Resinfer Maritim .
Los dos equipos de la División de Honor que perdieron la categoría en la promoción de permanencia fueron el Málaga Costa del Sol y el Balonmano Porriño.